# Gigliola Guerinoni
Anna Maria Guerinoni, detta Gigliola (Cairo Montenotte, 23 febbraio 1945), è una criminale italiana, nota anche come "la mantide di Cairo Montenotte".

## Biografia
Gigliola Guerinoni è figlia di Abramo (maresciallo dei carabinieri) e Maria Oddera, che le impongono in realtà il nome di Anna Maria, ben presto mutato per scelta nel più suadente Gigliola. In gioventù svolge l'attività dapprima di assistente presso il brefotrofio di Savona e dopo di infermiera presso la società “Scarpa e Magnano” (poi “Nuova Magrini Galileo”), sempre a Savona. Coniugatasi con il metronotte Andrea Barillari, dal matrimonio nascono due figli (Alex e Fabio). Lasciato il marito si trasferisce a Cairo Montenotte ed avvia un rapporto con Ettore Geri (Savona, 1918 - Roma, 2015), di 27 anni più anziano, contabile dal 1947 nella stessa società dove lei lavora.
Geri – innamoratosi follemente – abbandona la moglie Laura Tobia e la figlia Giovanna ed utilizza nel 1973 la propria liquidazione per aprire una galleria d'arte per lei a Cairo Montenotte, nella centrale via dei Portici. Ettore inoltre non nasconde tendenze politiche di destra, tanto da considerare un suo "allievo" Gabriele Di Nardo (deceduto nel 2008), allora consigliere regionale e segretario provinciale del partito della fiamma tricolore (Movimento Sociale Italiano), anch'egli in seguito coinvolto nel "giallo di Cairo".
Dalla relazione con Geri nasce Soraya Raffaella. In seguito al ménage si aggiunge il geometra Pino Gustini (1934 - 11 dicembre 1986), discreto pittore con il gusto dell'arredamento, savonese divorziato da Fiammetta Martini con cui ebbe due figli ai quali rifiutava di versare gli alimenti su pressione della gallerista. L'uomo conosce la Guerinoni ad una mostra e se ne innamora. Sette mesi dopo lascia la famiglia e si trasferisce nell'appartamento di lei, ubicato sopra la galleria d'arte. Diventa inizialmente l'amante di Gigliola, la quale però finisce per sposarlo il 22 settembre 1979.
La Martini accusa la Guerinoni di averle dato fuoco a un negozio e di averle portato via un appartamento. Il Gustini, venduti tutti i suoi averi per lei, muore a 52 anni nel 1986; sorgono sospetti di mancata assistenza o cure sbagliate per causa della Guerinoni. La tesi: avrebbe fatto mancare a Gustini, gravemente malato di diabete, i farmaci e le cure necessarie. Gigliola fa tumulare Gustini nel cimitero dei Porri, sulle alture di Dego. Il loculo accanto è già pronto per lei, con il suo nome e la sua foto.
Dopo la sua dipartita, nella vita di Gigliola entra in scena Cesare Brin, proprietario di un'antica farmacia, consigliere comunale, possidente ed ex presidente della società calcistica Cairese. Abbandonati moglie e figli, manifesta l'intenzione di sposare Gigliola. Brin si avventura in alcune operazioni finanziarie azzardate che lo conducono alla rovina. Scomparso il 12 agosto 1987, il suo cadavere viene rinvenuto cinque giorni dopo bruciato in una discarica. La causa iniziale della morte sono violente martellate.
Al processo la Guerinoni sostiene la seguente linea difensiva: non aveva motivo per soldi di uccidere Cesare Brin, perché ormai sul lastrico. Non sussistevano nemmeno ragioni passionali, quali la gelosia per una sua eventuale riconciliazione con la moglie, poiché tutt'al più era lui ad essere geloso. Non aveva distrutto famiglie, bensì queste erano già rovinate e lei aveva solamente intrattenuto rapporti con uomini ormai soli.
Il giornalista de Il Secolo XIX Roberto Sangalli, valbormidese, nelle fasi più calde del processo si batte per pubblicare il memoriale-scandalo ("antiPicozzi", cioè un memoriale contenente alcune rivelazioni, poi risultate false, sul giudice istruttore di Savona, Maurizio Picozzi), dove la Guerinoni si proclama vittima dell'ingiustizia, di un complotto che le costa un'ulteriore condanna per diffamazione. Il Secolo XIX invece per la vicenda deve risarcire due magistrati (citati negli articoli, comparsi anche sul settimanale Visto) per la cifra di 140 milioni di lire.
Al termine di una lunga e discussa vicenda giudiziaria, la Guerinoni risulta assolta per l'omicidio del marito Pino Gustini e condannata a 26 anni per l'omicidio di Cesare Brin. Il round finale del processo di primo grado (presidente della Corte d'assise, il pastore della chiesa evangelica di Savona, Franco Becchino e lei difesa da Alfredo Biondi e da Mirka Giorello) si svolge nell'agosto 1989. In base alla sentenza lei avrebbe ucciso a martellate l'uomo (riceve una condanna a 26 anni, più due per diffamazione) e Ettore Geri, condannato a 15 anni, l'avrebbe aiutata (Geri, saldato il suo conto con la giustizia, prende casa nei pressi del carcere per starle vicino).
Emerge poi la realtà di un quartetto composto da un ex questore, Raffaele Sacco, da un consigliere comunale, Gabriele Di Nardo, dall'imbianchino Giuseppe Cardea e da Mario Ciccarelli, collaboratore della vittima. Tutti costoro vengono accusati di occultamento del cadavere del farmacista Brin. La pena viene confermata in appello e in Cassazione. La Guerinoni viene rinchiusa nelle carceri prima di Imperia ed Opera, poi della Giudecca e infine in quello di Rebibbia, dove negli ultimi tempi è stata detenuta in regime di semilibertà in base alla legge Gozzini. In una delle varie fasi giudiziarie anche l'avvocato Nino Marazzita ha difeso la Guerinoni, al fine di farle ottenere la liberazione dopo la sentenza definitiva di condanna.
Nel 1989 Monica Guerritore avrebbe dovuto interpretare il film La mantide, proprio sul caso della Guerinoni, ma ci fu l'opposizione da parte dei legali della donna e il film non venne mai realizzato. Nel 1994, nel carcere veneziano della Giudecca, Gigliola Guerinoni contrae le terze nozze con il marchigiano Luigi Sacripanti, amico di vecchia data, collaboratore di giustizia, da cui in seguito (1998) divorzia. Il 22 luglio 1994 appare la notizia che la figlia della Guerinoni risulta denunciata per furto: Soraya, 20 anni, e il marito, 19 anni, si sono impossessati di un vaso di gerani della titolare di una macelleria di Giusvalla esposto sul davanzale della finestra. Nella trasmissione Io le scriverei di Raffaella Spaccarelli (Rai 3), nel settembre 1997 Soraya esprime tutto il suo diniego verso la madre. Durante la nona puntata di Novecento (Rai 3, maggio 2001), Pippo Baudo ha affrontato il caso di Gigliola Guerinoni.
Durante la carcerazione a Rebibbia, in regime di semilibertà su istanza del nuovo difensore l’Avvocato Pietro Nicotera, la Guerinoni frequenta di giorno un istituto di suore nel centro di Roma (istituto delle Serve di Maria). Cammina per Roma vestita da novizia, ma non dice se vuole prendere i voti. Nel 2007 appare la notizia che entro la fine dell'anno potrebbe tornare libera grazie all'indulto. La Guerinoni ha pure riportato una condanna definitiva della Suprema Corte di cassazione per un reato di concorso in truffa risalente all'ottobre del 1977: secondo gli atti al centro della vicenda una piccola partita, 20 chili d'oro, formata in lingotti, per un prezzo di 80 milioni. L'incauto acquirente anziché oro si ritrovò con ottone e rame. I giornali tornano a parlare della Guerinoni nel settembre del 2013 quando, azzannata da un molosso, rimane ferita e viene ricoverata in ospedale. Il 12 marzo 2014 i giornali annunciano la sua scarcerazione dopo aver scontato la condanna a 26 anni di carcere. Nel novembre 2015 viene arrestato Luigi Sacripanti, ex marito della Guerinoni, accusato di essere un rapinatore seriale di prostitute.

## Il figlio
Il figlio Fabio Barillari, classe 1964, nel 1989 conosce un momento di notorietà in occasione del concorso Il più bello d'Italia a cui partecipa. Manca l'elezione per poco, nonostante la sponsorizzazione di Marina Ripa di Meana, madrina della manifestazione; in quel periodo sua madre stava affrontando il primo dei processi. Gigliola Guerinoni ebbe sempre un debole per questo figlio, per il quale sognava il successo nel mondo artistico e anche economico, che lei aveva inseguito inutilmente con tutti i mezzi.
Nell'agosto 1992, divenuto gestore di un negozio di preziosi, finisce in carcere, arrestato dagli uomini del nucleo di polizia giudiziaria di Savona nell'ambito di un'indagine relativa alla ricettazione di preziosi. Essendo Barillari già stato denunciato per ricettazione il magistrato decide l'arresto in base allo sviluppo delle indagini. Il giovane viene tratto in fermo su ordine di custodia cautelare dei giudici Domenico Pellegrini e Massimo Cusatti, nella sua abitazione di Savona, in cui ha sede una gioielleria. Le accuse sono di avere ricettato e rivenduto monili d'oro e altri oggetti rubati a Savona, nei centri rivieraschi vicini e nel basso Piemonte. La polizia giunge a lui seguendo le tracce del "re dei nomadi", Mario Re, allora di 51 anni, accampati perennemente ai piedi della fortezza del Priamar, a Savona, luogo – a quei tempi – ritenuto centro della ricettazione e di altri loschi traffici della Riviera ligure di Ponente. Anche Mario Re finisce in carcere per ricettazione. Fabio Barillari svolge un'attività nel campo delle onoranze funebri.

## Influenza culturale
Al delitto è stata dedicata una puntata nelle serie Stelle nere (2014), una nella serie Storie maledette in cui la Guerinoni rilascia una intervista (1998), una puntata di "Demoni urbani" della piattaforma di podcast Gli ascoltabili e una nella serie Delitti (2010).